# Demey (metrostation)
Demey is een station van de Brusselse metro, gelegen in de Brusselse gemeente Oudergem.

## Geschiedenis
Het station werd geopend op 7 juni 1977 ter verlenging van de zuidtak van metrolijn 1 vanuit Beaulieu. Tot en met 23 maart 1985 was Demey het zuidoostelijke eindpunt van lijn 1A totdat deze met één station werd verlengd tot het huidige eindpunt Herrmann-Debroux.
In 2013 werden de perrons opgefrist met tegelbekleding, nieuwe banken en rode wandlampen. Beide perrons werden in 2015 voorzien van een lift.

## Situering
Het bovengrondse metrostation bevindt zich in de middenberm van een autosnelweg A4 nabij de Gustave Demeylaan, waarna het weer ondergronds loopt richting Herrmann-Debroux. De perrons zijn toegankelijk via een tunnel onder de sporen en de autostrade. De noordelijke uitgang komt uit in de Gustave Demeylaan en de parking van grootwarenhuis Carrefour. Langs zuidelijke zijde mondt de uitgang in de Edmond Van Niewenhuyselaan.

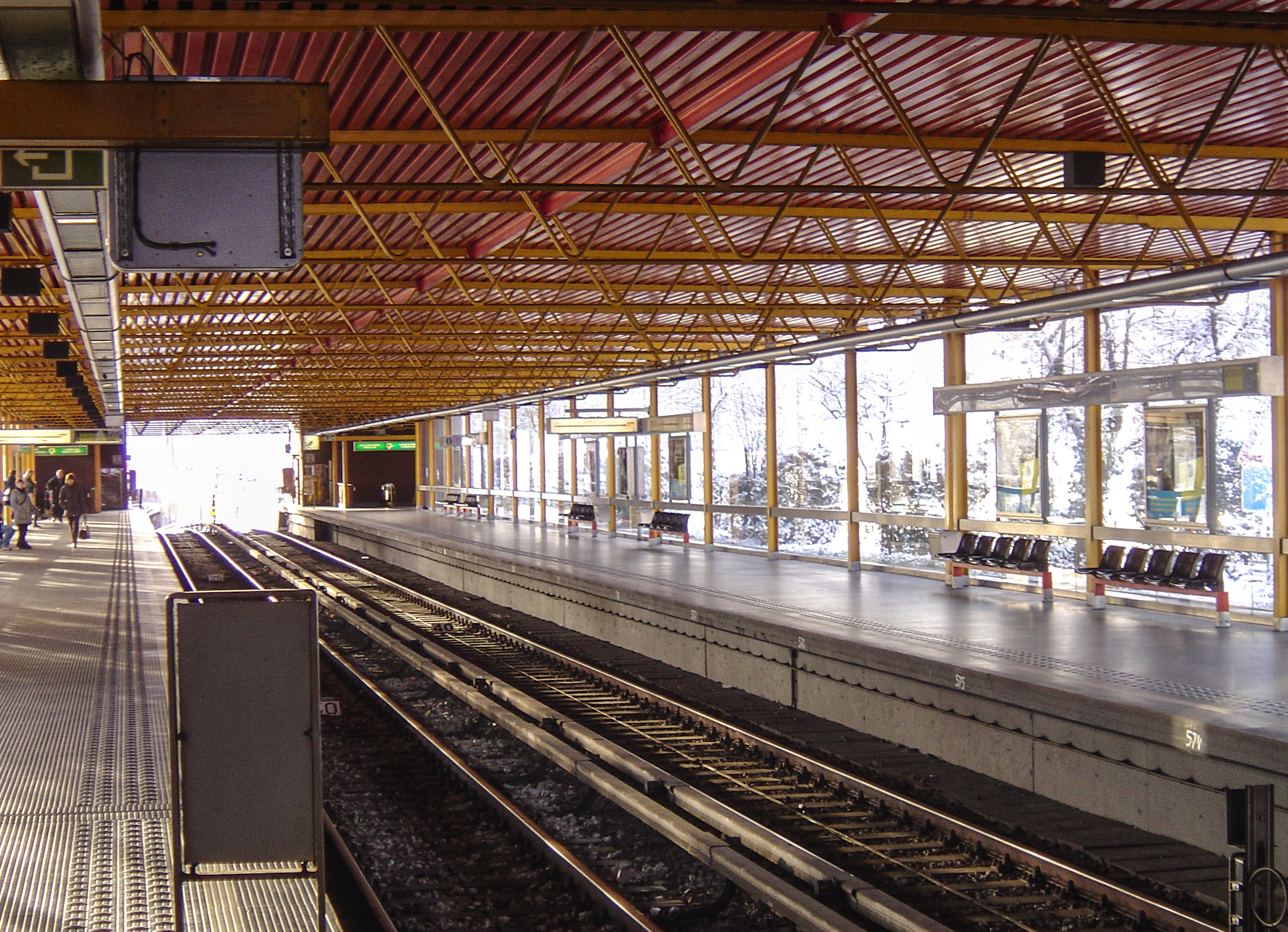
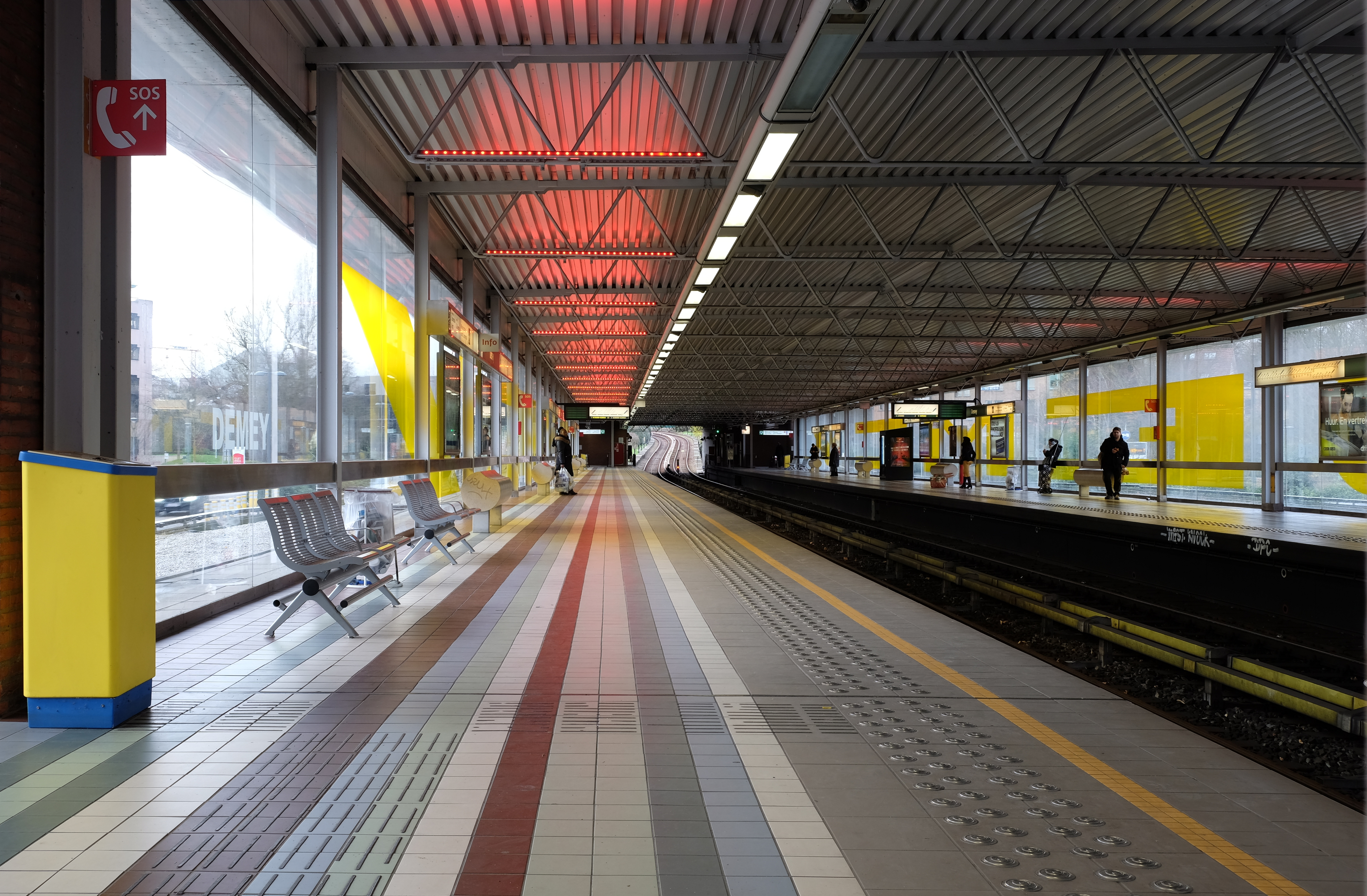
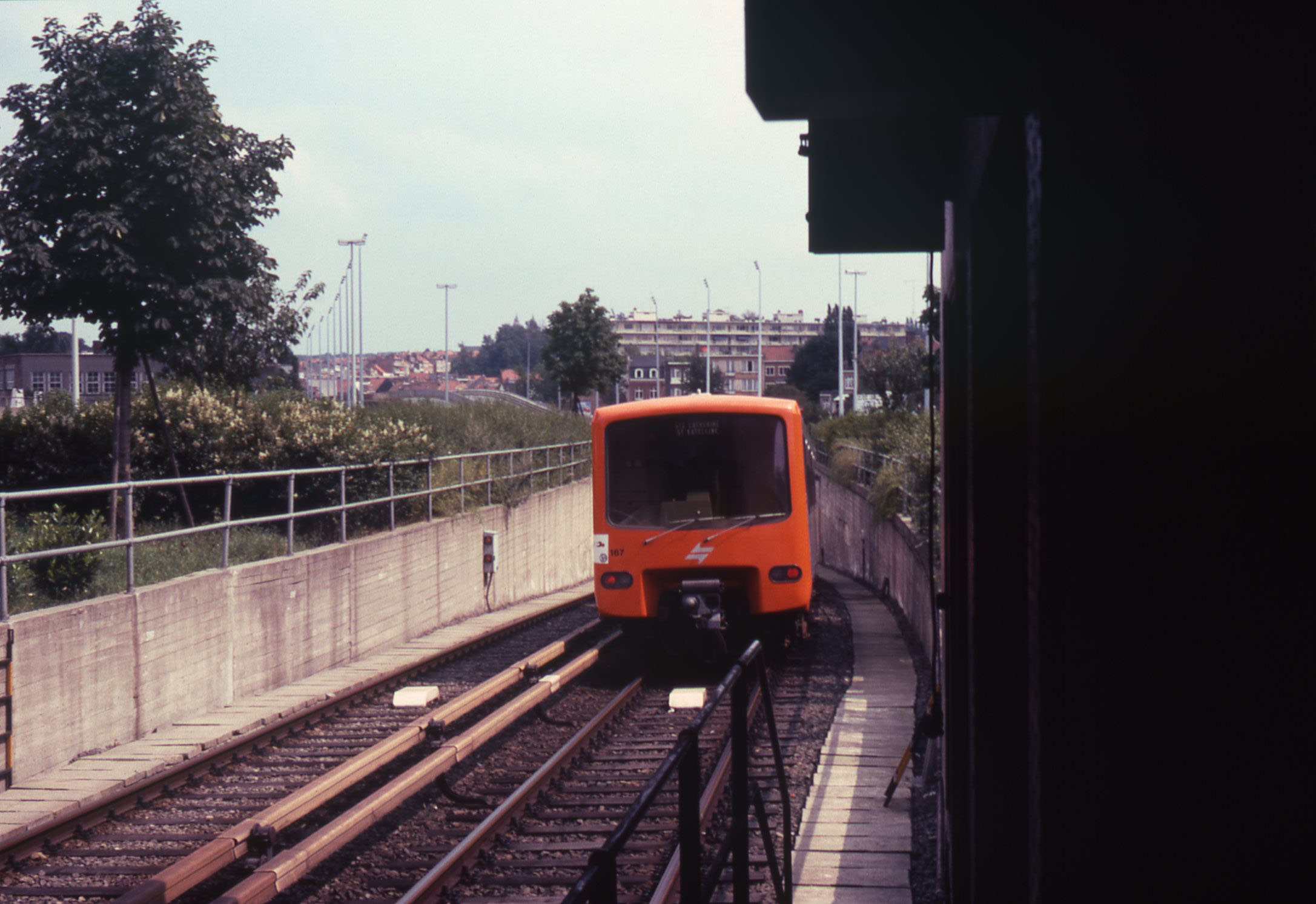

## Kunst
De zijwanden van de geheel overdekte perrons zijn geheel van glas, waardoor er veel licht binnenkomt. In 2012 werden twee kunstwerken ingehuldigd: "Miniatures végétales" van Bob Verschueren en "People in Motion" van Michel Dusariez.